# Aoshi Shinomori
(Aoshi parla degli Oniwabanshu)
Aoshi Shinomori (四乃森 蒼紫?, Shinomori Aoshi) è un personaggio fittizio tratto dal manga Kenshin samurai vagabondo di Nobuhiro Watsuki. È il leader degli Oniwabanshu di Kyoto. Il suo cognome vuol dire foresta della morte.

## Storia

### Inizio negli Oniwabanshu
Shinomori Aoshi è cresciuto come ninja degli Oniwabanshū, i quali lavoravano per lo Shogunato durante il periodo Edo. Aiutò a crescere sin dall'infanzia la piccola Misao Makimachi fino a farla diventare un membro degli Oniwabanshū. Con la raccomandazione di Kashiwazaki Nenji (meglio conosciuto come ʻOkina), Shinomori divenne Okashira all'età di 15 anni, giusto in tempo per difendere il castello di Edo.
Dopo la rivoluzione, insieme a pochi membri Oniwabanshū che non riuscivano ad adattarsi alla pacifica vita dell'epoca Meiji, Aoshi e questi membri lavorarono per Kanryu Takeda, un uomo d'affari corrotto e spietato. I subordinati di Aoshi erano Beshimi, lo specializzato in dardi e veleni; Hyotoko, il cui nome vuol dire "Uomo di Fuoco" che usa i suoi denti di pietra focaia per accedere fuochi; poi c'è Han'nya, un'abile spia e kempouka; infine Shikijo, un uomo tutto muscoli.

### Lo scontro con Kenshin
Mentre faceva da guardia del corpo a Kanryū nelle sue operazioni di raffinazione dell'oppio, Aoshi incontrò faccia a faccia Kenshin Himura, che stava cercando di liberare Megumi Takani. Durante il confronto con Kenshin, Aoshi rivela che il suo obiettivo è quello di uccidere il samurai vagabondo, che era conosciuto col nome di Hitokiri Battōsai. Lo scontro terminò con la sconfitta di Aoshi. Kanryū finì perciò col tradire Aoshi ed uccise tutti i suoi subordinati Oniwabanshu, mentre tentavano di proteggerlo, col suo Gutling gun. Dopo la morte dei suoi compagni, Aoshi divenne ancor più determinato a sconfiggere Kenshin, ossessionato dal fatto che quella poteva essere l'unica cosa utile da fare in memoria dei suoi subordinati.

### Il patto con Shishio
Determinato a realizzare il suo obiettivo, Aoshi seguì le tracce di Kenshin e raggiunse Makoto Shishio nella speranza di poter combattere contro Kenshin. Aoshi uccideva chiunque si frapponesse tra lui e il suo cammino, diventando così uno shura (demone che non distingue il bene dal male). Sfidò e sconfisse anche Okina, il suo vecchio maestro, riducendolo in fin di vita affinché potesse estrorcergli qualche informazione su Kenshin.
Prima che Kenshin si scontrasse contro Soujiro Seta, arriva in anticipo la battaglia tra Kenshin ed Aoshi. Kenshin salva Aoshi dalla sua pazzia e gli fa comprendere che la morte non è la risposta a quella situazione. Per mettere fine alla disputa e vedere chi dei due è veramente il più forte, entrambi decidono di usare il loro migliore attacco. La vittoria va però a Kenshin. Dopo essersi ripreso corre nel luogo dove sta combattendo Shishio e lo attacca per permettere a Kenshin di guadagnare un po' di tempo.
Aoshi trascorre molto tempo meditando, avendo bisogno di molto tempo per scrutare nel suo animo. Prima che Kenshin lasciasse Kyoto, lo invitò a bere del sakè, tuttavia Aoshi gli rivelò di essere astemio e gli promise che si sarebbero rivisti per bere insieme un tè.

### L'arrivo di Enishi
Durante la saga del Jinchu, Aoshi ritorna a Tokyo insieme a Misao, con l'ordine di consegnare il diario di Tomoe Yukishiro a Kaoru Kamiya. Quando arrivarono scoprirono che Kaoru era morta, ma Aoshi si rese subito conto che si trattava di una messa in scena e che la Kaoru sepolta altro non era che un fantoccio; poi si occupò di sconfiggere il creatore del pupazzo, Gein. Successivamente, raggiunse Kenshin e i suoi amici sull'isola di Enishi Yukishiro per recuperare Kaoru. Aoshi sconfisse Suzaku, un maestro dell'arte mimica che era il primo delle quattro guardie del corpo Sushin di Enishi. Dopo la battaglia, lui e Misao tornarono col gruppo a Tokyo, solo per annunciare che ben presto sarebbero rientrati a Kyoto. Prima di lasciare il dojo Kasshin, Aoshi onorò la promessa fatta a Kenshin a Kyoto e presero insieme una tazza di tè.

## Tecniche
Aoshi è un abile ninja e la sua arma preferita è la kodachi. All'inizio ne usava solo di spada corta, ma successivamente si aprì allo stile con due spade. Nel fodero esse sembrano formare un'unica lunga spada, ma la seconda kodachi ha il manico dello stesso materiale del fodero e perciò si mimetizza confondendo il nemico. La sua tecnica principale è la kodachi nito Ryu.
Gokō Jūji(Taglio a croce) Aoshi interseca le due kodachi a forma di X e le muove in modo da creare un taglio di forbici. Questa tecnica è usata per tagliare il collo all'avversario.
Ryūsui no Ugoki(Tecnica della Cascata d'Acqua) Questa è una tecnica di movimento per cui Aoshi si muove intorno all'avversario in modo veloce ma silenzioso. Confonde così l'avversario grazie al movimento fluido e al continuo cambio di passo.
Onmyō Hasshi(Scambio di Yin Yang) Aoshi lancia entrambe le kodachi verso il suo nemico, colpendo la base della prima con la punta della seconda per incrementare la potenza. Così l'avversario può vedere solo una delle due spade e viene colto di sorpresa dall'altra kodachi.
Onmyō Kōsa(Incrocio di Yn Yang) Aoshi blocca un colpo nemico con una kodachi e con l'altra colpisce distruggendo l'arma dell'avversario.
Kaiten Kenbu("Danza della spada celeste che ruota") Aoshi dichiara di aver usato questa tecnica contro chiunque lo avesse attaccato durante la difesa del castello di Edo. Aoshi è rapidissimo nel girare su se stesso per tre volte, mentre impugna la sua kodachi, per falciare il suo avversario procurandogli tre tagli molto profondi. Solo Kenshin è riuscito a sopravvivere a questa tecnica mortale.
Kaiten Kenbu Rokuren("Danza della spada celeste che ruota sei volte") Questo attacco è l'ultimo segreto di Aoshi. Aoshi stringe in mano le due kodachi, tagliando gli avversari per ben sei volte con rapida successione, da ambo i lati. Si tratta sempre della Kaiten Kenbu, ma effettuata con due kodachi.
Jissen Kenbu(Danzaspada) Si tratta di un attacco combinato, usando il "Ryūsui no Ugoki" per confondere il nemico, e attaccare col "Kaiten Kenbu" per sconfiggerlo. Prima di imparare il "Kaiten Kenbu Rokuren" questo era l'attacco finale di Aoshi.

## Personalità
Shinomori Aoshi è un tipo molto calmo e intelligente. Non parla mai, se non quando è necessario, e comunque pensa sempre prima di agire. A prima vista sembrerebbe un tipo privo di emozioni, guadagnandosi il soprannome di "quel triste idiota", datogli da Yahiko Miyojin. Aoshi sorride solo una volta nel manga (se si esclude quel sorrisetto compiaciuto visto quando Kenshin tagliò in due un lampione) e circa otto volte nell'anime. Non lo dimostra, ma ha un angolo nel suo cuore riservato ai suoi amici e soprattutto a Misao Makimachi.
Aoshi appare estremamente calmo e imperturbabile quando lo si vede per la prima volta tra le pagine del manga, sebbene si intravede la sua ossessione di sconfiggere Kenshin in più scene. Dopo la morte di Hannya, Shikijō, Beshimi e Hyottoko, Aoshi scappa dalla villa di Kanryū e sembra in stato di shock; i suoi occhi sono molto scuri, un cliché di depressione fumettistico, ma anche di possessione e di sogni ad occhi aperti. Le sue abilità analitiche e la sua intelligenza sono molto ben dimostrate quando riesce a localizzare una mina che si trova sott'acqua a circa dieci metri e alcuni gradi.

## Retroscena
Nobuhiro Watsuki ha basato il personaggio di Aoshi su Hijikata Toshizō, il vicecomandante degli Shinsengumi. Non vi è alcun immagine o ritratto di Hijikata che ci sia pervenuta; Aoshi viene fuori come quell'Hijikata che uccide i suoi sentimenti più gentili e brucia la sua umana debolezza. Watsuki descrive il personaggio come "un fagotto di istinti e combattimenti selvaggi che lottano fino alla morte." Proprio Watsuki afferma che sin dall'aggiunta degli Oniwabanshū, ha trovato molte difficoltà nel descrivere Aoshi poiché non aveva ancora bene in testa un modello preciso. L'autore non ha usato comunque nessuno specifico modello per disegnare Aoshi Shinomori. Riguardo alla frangetta di Aoshi c'è un aneddoto per cui Watsuki all'inizio avrebbe dovuto modificare il suo taglio di capelli, tuttavia gliel'ha lasciato; Watsuki ha comunque commentato che "Aoshi sembra un tappeto logoro". Watsuki ha anche aggiunto che le frange di Aoshi rappresentano il suo dolore.